# Maria Bonnevie
Anna Maria Cecilia Bonnevie (Västerås, 26 settembre 1973) è un'attrice svedese.

## Biografia
Nata a Västerås in Svezia ma cresciuta a Oslo in Norvegia dall'attrice norvegese Jannik Bonnevie e l'attore svedese Per Waldvik.
Nel 1997 ha debuttato al teatro Dramaten nella commedia Yvonne di Ingmar Bergman. Il suo debutto come attrice è avvenuto nel 1991 nel film Hviti vikingurinn diretto da Hrafn Gunnlaugsson. Il suo primo ruolo importante è arrivato con il film Jerusalem diretto da Bille August (1997). Nel 2002 per la sua interpretazione da protagonista nel film I Am Dina, ha ricevuto il premio come migliore attrice straniera al Festival Internazionale del Cinema di Montréal. Nel 2007 ha interpretato il ruolo di protagonista femminile nel film Izgnanie diretto da Andrey Zvyagintsev.
Nel 2009 al Karlovy Vary International Film Festival (KVIFF) ha fatto parte della giura di selezione e premiazione del festival.

## Filmografia parziale

### Cinema
- Il 13° guerriero (1999)
- I Am Dina (2002)
- Io sono David (2003)
- Izgnanie (2007)

## Riconoscimenti
- Premio Amanda 2002 alla miglior attrice per I Am Dina
- Candidatura agli Shooting Stars Award 2002
- Premio alla miglior attrice al Montreal World Film Festival 2002 per I Am Dina
- Candidatura ai Premi Robert 2003 come Miglior attrice protagonista
- Candidatura al Premio Guldbagge per la miglior attrice non protagonista 2018